# Snapseed
Snapseed — фоторедактор для iOS та Android, який дозволяє користувачам покращувати фотографії та використовувати цифрові фільтри.  Був розроблений Nik Software, що зараз належить компанії.

## Історія
Компанія Nik Software спочатку в червні 2011 року, випустила Snapseed на iPad і Apple назвала його додатком 2011 року для iPad. Спираючись на успіх версії для iPad, Nik випустила Snapseed для iPhone у серпні 2011 року. Пізніше, 27 лютого 2012 року, Snapseed було анонсовано для Microsoft Windows.
Після поглинання Google Snapseed був випущений для Android у грудні 2012 року, а підтримка настільної версії Snapseed була припинена.
9 квітня 2015 року компанія Nik випустила Snapseed 2.0 для iOS і Android із новими інструментами, функціями та оновленим інтерфейсом користувача.

## Особливості
Користувачі Snapseed можуть редагувати зображення за допомогою жестів, щоб вибрати різні ефекти та покращення. Крім того, користувачі можуть вибрати «автоматичне» налаштування кольору та контрасту. Snapseed може зберігати історію редагування користувачів і перенаправляти до будь-якої попередньої дії. Він також може створювати та зберігати комбінації фільтрів, використовуючи стандартні фільтри та функції редагування. Список спецефектів і фільтрів включає Драму, Грандж, Вінтаж, Центральний фокус, Рамки та Tilt-shift (який змінює розмір фотографій). Користувачі також можуть імпортувати RAW-зображення для кращої якості редагування. Snapseed 2.0 представив нові фільтри, такі як розмивання, глянець, HDR-ефект і нуар, а також переформатував розділ інструментів із зрозумілішим інтерфейсом користувача.

## Нагороди
- Названо Apple додатком 2011 року для iPad.
- Названо PC Magazine одним зі 100 найкращих додатків для Android 2018 року.